# Bastskärsgrundet
Bastskärsgrundet är en del av en ö i Finland.   Den ligger i landskapet Österbotten, i den sydvästra delen av landet, 400 km nordväst om huvudstaden Helsingfors.
Bastskärsgrundet skiljs från Trutören i sydväst och Bredgrynnan i nordost av grävda kanaler.
Inlandsklimat råder i trakten. Årsmedeltemperaturen i trakten är 1 °C. Den varmaste månaden är juli, då medeltemperaturen är 16 °C, och den kallaste är januari, med −12 °C.